# Ecklestein
Der Ecklestein ist eine 624,3 m ü. NHN hohe, unbewaldete Erhebung des Mittelgebirges Fränkische Alb im mittelfränkischen Landkreis Weißenburg-Gunzenhausen (Bayern).

## Geographie

### Lage
Der Ecklestein liegt im Naturpark Altmühltal direkt südöstlich von Auernheim, dem höchstgelegenen Ort Mittelfrankens und einem Gemeindeteil von Treuchtlingen. Auf ihm befinden sich Teile des Landschaftsschutzgebiets Schutzzone im Naturpark Altmühltal (CDDA-Nr. 396115; 1995 ausgewiesen; 1632,9606 km² groß).
Südwestlich liegen der Schmalenberg und der Schellenberg, südlich der Geißberg und nördlich der Gehäubichel. Nördlich von letzterem erstreckt sich der Höhenzug Hahnenkamm.

### Naturräumliche Zuordnung
Der Ecklestein gehört in der naturräumlichen Haupteinheitengruppe Fränkische Alb (Nr. 08), in der Haupteinheit Südliche Frankenalb (082) und in der Untereinheit Altmühlalb (082.2) zum Naturraum Hahnenkammalb (082.20).